# 대한예수교장로회(고려)
대한예수교장로회(고려)(大韓-敎長老會(高麗))는 고려파 전통을 따르는 대한민국의 장로교 교단이다. 1976년 제24회 대한예수교 고신총회에서 '신자간의 불신법정(세속 법정) 고소가 가능하다'는 결의에 항거하여 대한예수교장로회(고신)으로부터 분리된 교단이다.

## 역사
1970년 12월 30일 고신대학 인가와 함께 부산에서 폐교된 옛 고려신학교를 1976년 3월 9일 서울에서 복교함과 동시에 반고소 고려측 총회가 탄생하게 되었고 옛 고려파의 신앙 전통을 계승하기 위하여 교단 명칭을 반고소 고려측에서 대한예수교장로회(고려)로 개칭하였다.
2013년 12월 경향교회 원로 목사에게 제기되었던 몇몇 윤리적 문제들 때문에 모인 회의에서 총회 재판부가 원로 석원태 목사와 석기현 목사를 징계했다. 석기현 목사는 그러한 결정의 절차와 교회 헌법 적용상의 부당성을 주장하며 서울남노회의 3개 교회와 함께 총회에서 탈퇴했다. 2013년말 당회에서 경향교회의 장로들 일부가 치리회에 불복하고 당회를 이탈했다. 당회장 석기현 목사는 교회 헌법에 따라 그 자리에서 이탈한 장로들을 제명처리했다. 당회를 이탈한 장로들은 경향교회를 떠나 교회를 반대하는 사람들과 함께 소위 "고려 경향교회"를 세웠다. 경향교회와 함께한 교회들을 중심으로 2014년 1월 20일에 비상총회를 열어 대한예수교장로회(개혁고려)총회를 새롭게 조직했다. 같은 해에 모인 제64회 대한예수교장로회(개혁고려) 총회에서 비상총회 이후에 사용했던 교단명칭(개혁고려)을 교단의 정체성과 역사성을 계승하기 위해 개혁고려에서 다시 고려로 사용하기로 결의하였다. 한편 경향교회를 반대한 교회들로 구성된 고려 총회는 2015년 9월 15일 총회에서 대한예수교장로회(고신)과 통합을 결의 한 후, 다음날인 2015년 9월 16일에 대한예수교장로회(고신)과 통합하였다.
대한예수교장로회(고려)는 2017년 7월 국내에 5개 노회와 45개 지교회로 구성되어 있다. 총회의 신학교인 제네바신학대학원대학교는 1976년 서울에서 복교한 고려신학교의 신학전통을 따른다. 총회는 설립자의 재정문제로 운영이 곤란했던 서울제일대학원대학교를 인수하여 2017년 1월에 교육부 인가 승인을 받았고, 4월 13일에 교사를 경기도 파주시 파평면 파산서원길 64-68로 이전했다.
2018년 8월 28일 제네바신학대학원대학교 2학기 개강감사예배후에 총회준비로 총회운영위원회가 모였다. 이 회의에서 운영위원들은 신학대학원 교수 일부를 총회 상비부에서 배재했다. 이에 경향교회 석기현 목사는 교수 2인과 함께 총회운영위원과 이 문제를 논의하고자 했다. 그러나 그 회의에서 아무런 합의나 진척이 이루어지지 않았다. 2018년 9월 16일 경향교회는 총회가 정상화될때까지 행정보류하기로 공동의회에서 결의했다. 그럼에도 총회는 이를 받아들이지 않았다. 그리하여 경향교회를 중심으로 2018년 10월 23일에 대한예수교장로회 제신노회(독노회)를 설립했다.

## 같이 보기
- 고려파